# Polycentropus joergenseni
Polycentropus joergenseni är en nattsländeart som beskrevs av Georg Ulmer 1909. Polycentropus joergenseni ingår i släktet Polycentropus och familjen fångstnätnattsländor. Inga underarter finns listade i Catalogue of Life.